# استوارت آلدرسون
استوارت آلدرسون (انگلیسی: Stuart Alderson؛ زادهٔ ۱۵ اوت ۱۹۴۸) بازیکن فوتبال اهل بریتانیا است.
از باشگاه‌هایی که در آن بازی کرده‌است می‌توان به باشگاه فوتبال نیوکاسل یونایتد، باشگاه فوتبال یورک سیتی، و باشگاه فوتبال اشینگتون اشاره کرد.